# Jaagiella
Jaagiella, monotipni rod zelenih algi iz porodice Chaetophoraceae. Jedini predstavnik je terestrijalna vrsta Jaagiella alpicola.